# Легенда про Турайдську Троянду
Легенда про Турайдську Троянду або Турайдська Троянда (латис. Turaidas Roze) — поетичний переказ реальної події, що сталася у сімнадцятому сторіччі біля Турайдського замку. 
Під час війни, у 1601 році, незабаром після чергового бою, писар на ім'я Ґрейф (латис. Greifs) знайшов у руїнах будинку дівчинку, яка втратила обидвох батьків. Він врятував її, дав ім'я Майя (латис. Maija), та дозволив жити у замку. Згодом, вона перетворилася на чарівну дівчину, й народ прозвав її Турайдською Трояндою. У Майї був наречений, садівник на ім'я Віктор Хеел (латис. Viktors Heils). Закохані зустрічалися у Гутманя біля замку. Очікувалося весілля, але у той самий час польський найманець на ім'я Адам Якубовський (пол. Adam Jakubowski), що залишився у цьому місті після війни також закохався у Майю. Він зміг брехнею виманити дівчину у печеру, де намагався зґвалтувати її. Втікати було неможливо й щоб врятувати свою незайманість, Майя розповіла найманцю, що її червона шийна хустка є захистом від будь-якої зброї. Дівчина пообіцяла Якубоському, що віддасться йому без супротиву, якщо він вдарить мечем по цій хустці. Жорсотокий але забобонний найманець подумав, що дівчина мовить правду, вдарив її мечем та вбив. Збожеволівши від цього, вбивця наклав на себе руки, повісившись на ремені від цього мечу. У вбивстві було звинувачено Віктора, але співучасник Якубовського на ім'я Петеріс Скудрітіс (латис. Peteris Skudritis) розповів суддям усе. Віктора було виправдано, Петеріс отримав чотири місяців ув'язнення після чого був вигнаний за кордон. Могила Майї збереглася до наших днів, й кожен може прочитати надпис «Тут покоїться Турайдська Троянда».

## Культурний вплив
У радянську добу за мотивами легенди було знято латиськомовний фільм «У тіні меча» (латис. Zobena ēnā).